# Иосиф (Величковский)
Епископ Иосиф (в миру Иоаким Величковский; 1773, Москва — 26 сентября 1851, Киев) — епископ Русской православной церкви, епископ Смоленский и Дорогобужский

## Биография
Сын московского протоиерея. Образование получил в Московской духовной академии, по окончании курса был некоторое время диаконом при одной из московских церквей.
Овдовев, в 1801 году постригся в монашество и был учителем Петербургской семинарии и законоучителем Петербургского коммерческого училища.
В 1803 году назначен соборным иеромонахом Александро-Невской лавры.
В 1807 году определен настоятелем Горнальского Николаевского монастыря, с возведением в сан архимандрита, ректором Курской семинарии и присутствующим в курской консистории.
В 1809 году переведён в переславский Данилов монастырь.
В 1811 году состоял членом Владимирского оспенного комитета.
В 1814 году назначен ректором Владимирской семинарии. В 1815 году при обозрении семинарии архимандритом Филаретом было отмечено: «Лекция ректора и приемы преподавания весьма понравились ревизору, так что он тут же поздравил его профессором» богословия.
9 ноября 1819 года хиротонисан в Петербурге в Казанском соборе во епископа Архангельского и Холмогорского.
3 июля 1821 года переведён на Смоленскую кафедру.
Духовенство считало своего архипастыря очень умным и добрым. Резолюции он писал иногда стихами, оригинально и остроумно. Жизнь преосвященного была очень строгой, подвижнической. В обращениях с людьми он отличался простотой и добродушием. Епископ Иосиф занимался и литературной деятельностью, печатал в «Воскресном чтении» свои поучения, проникнутые отеческим простодушием и своеобразным остроумием.
Памятником деятельности епископа Иосифа на Смоленской кафедре было восстановление большого Успенского собора на деньги, собранные пожертвованиями.
Поучения свои, по отзыву критиков «проникнутые искренним благочестием, отеческим простодушием и некоторого рода своеобразным остроумием», он печатал в журнале «Воскресное Чтение». Прощальная его речь смоленской пастве напечатана в «Историко-статистическом описании смоленской епархии».
В 1834 году император Николай I посетил Смоленск. Епископ Иосиф приготовил торжественное слово по этому случаю, но при виде государя так оробел, что вместо проповеди начал кропить его святой водой. Государь в гневе закричал на него: «Что вы делаете, Владыко, бесов из меня выгоняете, видно? Вы совсем облили меня водой!» И в этот же день уволил его на покой и велел жить ему в лавре.
17 февраля 1834 году уволен по прошению на покой и проживал до кончины в Печерской лавре, где и скончался. Погребен в Киево-Печерской лавре в церкви над Дальними пещерами.